# Industrial Bank of Korea
Industrial Bank of Korea (кор. 중소기업은행 Промышленный банк Кореи) — корейский коммерческий банк, специализирующийся на обслуживании малого и среднего бизнеса. Штаб-квартира расположена в Сеуле. Входит в сотню крупнейших банков мира. В списке Forbes Global 2000 за 2021 год банк занял 672-е место (121-е по активам, 522-е по чистой прибыли и 1128-е по размеру выручки). Контрольный пакет акций принадлежит правительству Республики Корея.

## История
Банк был основан 1 августа 1961 года с уставным капиталом 200 млн южнокорейских вон для обеспечения финансирования малого и среднего бизнеса. В 1990 году банк открыл первое зарубежное отделение в Нью-Йорке. 9 декабря 1994 года банк провёл размещение своих акций на Корейской фондовой бирже; оно принесло 507,7 млрд вон (при номинальной стоимости акций 180 млрд вон).

## Деятельность
Обслуживает 16 млн розничных и 2 млн корпоративных клиентов, сеть банка состоит из 635 отделений. Из выручки 6,96 трлн вон за 2020 год 5,98 трлн составил чистый процентный доход, 900 млрд составил комиссионный доход. Из активов 362 трлн вон 234 трлн составили выданные кредиты (из них 80 % малому и среднему бизнесу); на принятые депозиты пришлось 141 трлн пассивов. Помимо Республики Корея отделения имеются в Нью-Йорке, Токио, Лондоне, Гонконге, Хошимине, Ханое, Дели, Маниле, Пномпене и Владивостоке.
Основным акционером банка является правительство Республики Корея, ему принадлежит 59,2 % акций, ещё 7,2 % принадлежит Korea Development Bank.

## Дочерние компании
Основные дочерние компании на 2020 год:
- IBK Capital Corporation — основана в 1986 году, корпоративный банкинг, лизинг, факторинг.
- IBK Securities Co. Ltd. (87,78 %) — создана в 2008 году, размещение ценных бумаг.
- IBK Insurance Co. Ltd. — создана в 2010 году, пенсионное страхование.
- IBK Asset Management Co. Ltd. — основана в 2004 году, управление активами (под управлением 14,5 трлн вон).
- IBK Savings Bank Co. Ltd. — основанный в 2013 году сберегательный банк, 7 отделений, активы более 1 трлн вон.
- IBK Systems Co. Ltd. (55,63 %) — создана в 1991 году, разработка программного обеспечения.
- IBK Credit Information Co. Ltd. — создана в 2000 году, составление кредитных историй клиентов.
- IBK Service Co. Ltd. — создана в 2018 году, техническое обслуживание других структур группы.
- IBK China Ltd. (КНР) — создана в 2009 году, 16 отделений, первое открыто в 1995 году.
- PT Bank IBK Indonesia Tbk (Индонезия, 97,5 %) — создан в 2019 году на основе купленных местных банков PT Bank Agris Tbk и PT Bank Mitraniaga Tbk, 32 отделения.